# 新陂乡
新陂乡，是中华人民共和国江西省赣州市于都县下辖的一个乡镇级行政单位。

## 行政区划
新陂乡下辖以下地区：
义屋村、觉村、板塘村、高田村、中塅村、庙背村、群联村、新陂村、移陂村、塘坑村和光明村。